# الجنرال دير أرتيليري
```
الجنرال دير أرتيليري
 ( 
ar
: جنرال المدفعية) قد تعني:
```

1. رتبة جنرال بثلاث نجوم، مقارنة بالقوات المسلحة الحديثة تحت تصنيف <a href="https://en.wikipedia.org/wiki/OF-8" rel="mw:ExtLink" data-linkid="54" class="mw-redirect cx-link" title="OF-8">OF-8</a>، في الجيش الإمبراطوري، أو الرايخويهر أو فيرماخت - ثاني أعلى رتبة تحت كولونيل عام. كانت الرتبة معادلة للجنرال دير كافاليري والجنرال دير أرتيليري والجنرال دير إينفانتيري. قدم فيرماخت أيضًا الجنرال دير جبيرجستروب (القوات الجبلية)، والجنرال دير بيونيير (المهندسين)، والجنرال دير فولشيرميرتروب (قوات المظلات)، والجنرال دير فليغر (الطيارون)، والجنرال دير ناخريختنتروينب (قوات الاتصالات)، والجنرال دير لوفتشناتشيرتروبه (قوات الاتصالات الجوية). 
اليوم في البوندسوير، فإن رتبة فريق تعادل رتبة لواء مدفعية. لم يكن هناك رتبة معادلة في جيش ألمانيا الشرقية، حيث اندمجت في رتبة Generaloberst.

## ا
- ألكساندر أندريه (1888-1979)
- ماكسيميليان دي أنجيليس (1889-1974)

## ب
- أنطون ريشارد فون ماوشينهايم جينتشتولهايم
- كارل بيكر (1879-1940) ، هيريسوافينامت
- هانز بيليندورف (1889-1961)
- فيلهلم برلين (1889-1987)
- فريدريش فون بويتشر (1881-1967)

## C
- إدوارد كراسيمان (1891-1950)

## E
- ثيودور إندرس (1876-1956)
- إروين إنجلبريخت (1891-1964)

## F
- ماكسيميليان فيلزمان (1894-1962)
- Maximilian Fretter-Pico (1892–1984)

## G
- كورت جالينكامب (1890-1958)

## H
- كريستيان هانسن (1885-1972)
- والتر هارتمان (1891-1977)
- فريدريش فيلهلم هوك (1897-1979)
- إرنست-إبرهارد هيل (1887-1973)
- كورت هرتسوغ (1889-1948)

## J
- كورت يان (1892-1966)
- ألفريد جودل (1890 - 1946) ؛ تاريخ الرتبة، 19 يوليو 1940.

## ك
- والتر كينر (1890-1978)

## L
- إميل ليب (1881-1969)
- فريتز ليندمان (1890-1944)
- كريستيان نيكولاس فون لينجر (1669–1755) ، أول ضابط يشغل رتبة جنرال المدفعية في الجيش البروسي
- هربرت لوخ (1886-1976)
- والتر لوشت (1882-1949)

## M
- إريك ماركس (1891-1944)
- أنطون ريشارد فون ماوشينهايم (1896-1961)
- هورست فون ميلنثين (1898-1977)
- Heinrich Meyer-Buerdorf (1888-1971)
- ويلي موسر (1887-1946)
- هربرت أوستركامب ( 1894-1959 )

## P
- ماكس بفيفر (1883-1955)
- جورج فايفر (1890-1944)

## R
- فريدريش فون رابيناو (1884-1945) ؛ قتل في معسكر اعتقال.
- فالتر فون رايخيناو (1884 - 1942) ؛ تاريخ الرتبة، 1 أكتوبر 1936 ؛ تمت ترقيته إلى Generalfeldmarschall ، 19 يوليو 1940.
- رودولف فريهر فون رومان (1893-1970)

## S
- فالتر فون سيدليتز-كورزباخ (1888-1976)
- هيرمان ريتر فون سبيك (1888-1940)

## تي
- سيغفريد بول ليونارد توماسكي (1894-1967)

## الخامس
- Alfred von Vollard-Bockelberg [الإنجليزية] (1874–1945) ، Heereswaffenamt

## W
- كورت ويغر (1893-1952)
- إدوارد فاغنر (1894-1944)، Generalquartiermeister قصر Heeres، انتحر
- والتر وارليمونت (1894-1976)
- هيلموت ويدلينج (1891-1955) ، فيما بعد كامبفكوماندانت من برلين
- رولف ووثمان (1893-1977)

## Z
- هاينز زيغلر (1894-1972)